# Ekscentryczny Jowisz

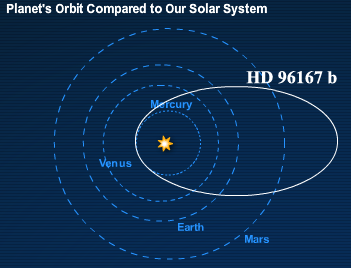
Ekscentryczny Jowisz HD 96167 b ma orbitę podobną do komety

Ekscentryczny Jowisz – planeta o parametrach zbliżonych do Jowisza, która krąży wokół swojej gwiazdy na ekscentrycznej orbicie. Ekscentryczne Jowisze mogą prawdopodobnie zdyskwalifikować system planetarny pod kątem posiadania planet ziemiopodobnych (choć w dalszym ciągu mogą tam być egzoksiężyce nadające się do życia), ponieważ ogromny gazowy gigant z ekscentryczną orbitą może „odrzucić” wszystkie egzoplanety o masie Ziemi z ekosfery bądź też z całego układu planetarnego.
Na chwilę obecną (2019) szacuje się, że około 7% wszystkich gwiazd (połowa znanych układów planetarnych) ma mimośrodowy Jowisz (e> 0,1), co czyni te planety bardziej powszechnymi niż Gorące Jowisze.
Spośród ponad 200 odkryć planet pozasłonecznych (od 2006 r.) 15 z nich ma wysoką ekscentryczność (e> 0,6).
Typowa egzoplaneta z okresem orbitalnym dłuższym niż 5 dni ma średnią ekscentryczność wynoszącą 0,23.
Możliwe planety nadające się do zamieszkania w pobliżu ekscentrycznych Jowiszów: 
| Planeta     | SMA   | ecc  | M J   | Notatki                                                                |
| ----------- | ----- | ---- | ----- | ---------------------------------------------------------------------- |
| HD 3651 b   | 0,29  | 0,61 | 0,22  | Mogą istnieć planety w odległości 0,6 AU lub większej                  |
| HD 37605 b  | 0,26  | 0,73 | 2,84  | Mogą istnieć planety w odległości 0,8 AU lub większej                  |
| HD 45350 b  | 1,92  | 0,77 | 1,79  | Ograniczone stabilne orbity do najbardziej wewnętrznych 0,2 AU         |
| HD 80606 b  | 0,45  | 0,93 | 4.0   | Symulowane cząstki pozostały jedynie w odległości pow. 1,75 AU         |
| HD 20782 b  | 1,381 | 0,97 | 2,620 |                                                                        |
| HD 89744 b  | 0,93  | 0,67 | 8,58  | Brak planet podobnych do ziemi w strefie nadającej się do zamieszkania |
| 16 Cygni Bb | 1.68  | 0,68 | 1.68  | Brak planet podobnych do ziemi w strefie nadającej się do zamieszkania |